# 2015年匈牙利大獎賽
2015年匈牙利大獎賽（英語：2015 Hungarian Grand Prix），官方名稱為2015年一級方程式賽車倍耐力匈牙利大獎賽（匈牙利語：Formula 1 Pirelli Magyar Nagydíj 2015），是2015年7月26日舉辦於匈牙利的一場一級方程式賽車賽事。比賽在匈牙利賽道進行，總計70圈。這是2015年世界一級方程式錦標賽的第10場分站賽事。同時也是第30屆匈牙利大獎賽。
梅賽德斯車手路易斯·漢米爾頓帶著領先隊友尼可·羅斯堡17分的差距來到此站，緊追在後的是落後59分的法拉利車手賽巴斯蒂安·維泰爾。梅賽德斯在車隊冠軍積分榜上則以160分的積分差距領先法拉利。最終，維泰爾從第3位發車贏得他本季的第2座分站冠軍，紅牛車隊的丹尼爾·科維亞特及此站的的上屆冠軍丹尼爾·里卡多分別取得亞軍和季軍。桿位發車的漢米爾頓以第6名完賽未能站上頒獎台，隊友羅斯堡則名列第8，終止了梅賽德斯車隊自2014年澳大利亞大獎賽以來的連續頒獎台完賽紀錄。

## 賽事簡報

### 背景
這場匈牙利大獎賽是九個月前在日本大獎賽撞車的前瑪魯西亞車手儒勒·比安奇，於2015年7月17日逝世後的首場一級方程式賽車分站賽事。許多車手及車隊在他們的頭盔及車身上寫上文字來向比安奇致哀。賽會也在週日正賽起跑前為這位法國車手默哀一分鐘。
與去年相同，輪胎供應商倍耐力在此站提供車隊黃色軟胎及白色中性胎。賽道也做了些微的改變，更換了防護網及輪胎護欄，同時移除在6號彎處較高的路緣石，以防止車輛駛離地面。

### 自由練習賽
根據2015年賽季的規則，比賽周末將舉行三階段自由練習賽，週五的兩場長一個半小時，剩餘的一場一小時練習賽則位在週六排位賽之前。路易斯·漢米爾頓是週五早上第一階段自由練習賽的最快車手，比隊友尼可·羅斯堡快上約0.1秒。賽巴斯蒂安·維泰爾因為他的法拉利SF15-T出現電子故障問題，錯失了練習賽的前半小時。最終，他成為全場第六快的車手，落後漢米爾頓1.254秒。此階段練習賽歷經一小時後，因為塞吉歐·培瑞茲在11號彎撞車而出現紅旗。 培瑞茲在右彎後，他的車後輪失去控制並打滑旋轉撞上護欄，使得他的右前輪斷裂。這輛印度力量反彈回到賽道後，因為壓到這顆斷掉的輪胎造成車輛翻覆。在車輛翻倒停止後，培瑞茲立即告知車隊他安然無恙。練習賽在15分鐘後恢復，之後又因為奇米·雷克南的前鼻翼在12號彎脫落，並在賽道上留下一些碎片，令比賽再度中斷。芬蘭人最終以他在發生意外之前寫下的最快圈速，排上第3名完賽。此外，兩輛紅牛則以第4、第5的成績完賽。用上新鼻翼的威廉斯車手維爾特利·鮑達斯以第9名完賽，比隊友費利佩·馬薩快上約0.6秒。鮑達斯對這個新的部件感到滿意，他決定在剩餘的比賽週末繼續使用它。另外，喬里昂·帕爾默再度於第一階段練習賽取代羅曼·格羅斯讓，2012年GP2冠軍法比奧·萊默爾則代替馬諾車手羅伯托·梅里，首度參與一級方程式賽車。
在培瑞茲撞車之後，印度威力選擇不參加第二階段練習賽，如此才有足夠的時間調查事故起因。漢米爾頓再度排上首位，緊追在後的是兩位紅牛車手，接著才是排在第4的隊友羅斯堡。然而，紅牛在此階段並非沒有遭遇困境，丹尼爾·里卡多的引擎在練習賽結束前20分鐘故障，不得不把賽車停到邊上，也再度讓紅旗出現。賽季至今仍陷入瓶頸的麥拉倫車隊證明了他們是具有競爭力的，簡森·巴頓表示車輛「感覺不錯」，且他也希望能夠在排位賽中進入前10名。他的隊友費爾南多·阿隆索在第二階段練習賽以全場第8快的成績完賽，而巴頓則排在第12名。
印度威力在修正他們的懸吊後，獲賽會准許參加週六早上的第三階段練習賽。漢米爾頓再度成為全場最快車手，不過這次位居第2的隊友羅斯堡僅落後他0.1秒。排上第3的維泰爾是其他車手中，唯一與漢米爾頓差距在1秒之內的車手，而丹尼爾·科維亞特則位居第4。麥拉倫以第8與第13名的成績，證明了他們的速度有所提升。法拉利車隊的另一位車手雷克南因為他的車輛漏水，無法利用軟胎再做出更快的圈速，僅能屈居第16位。

### 排位賽

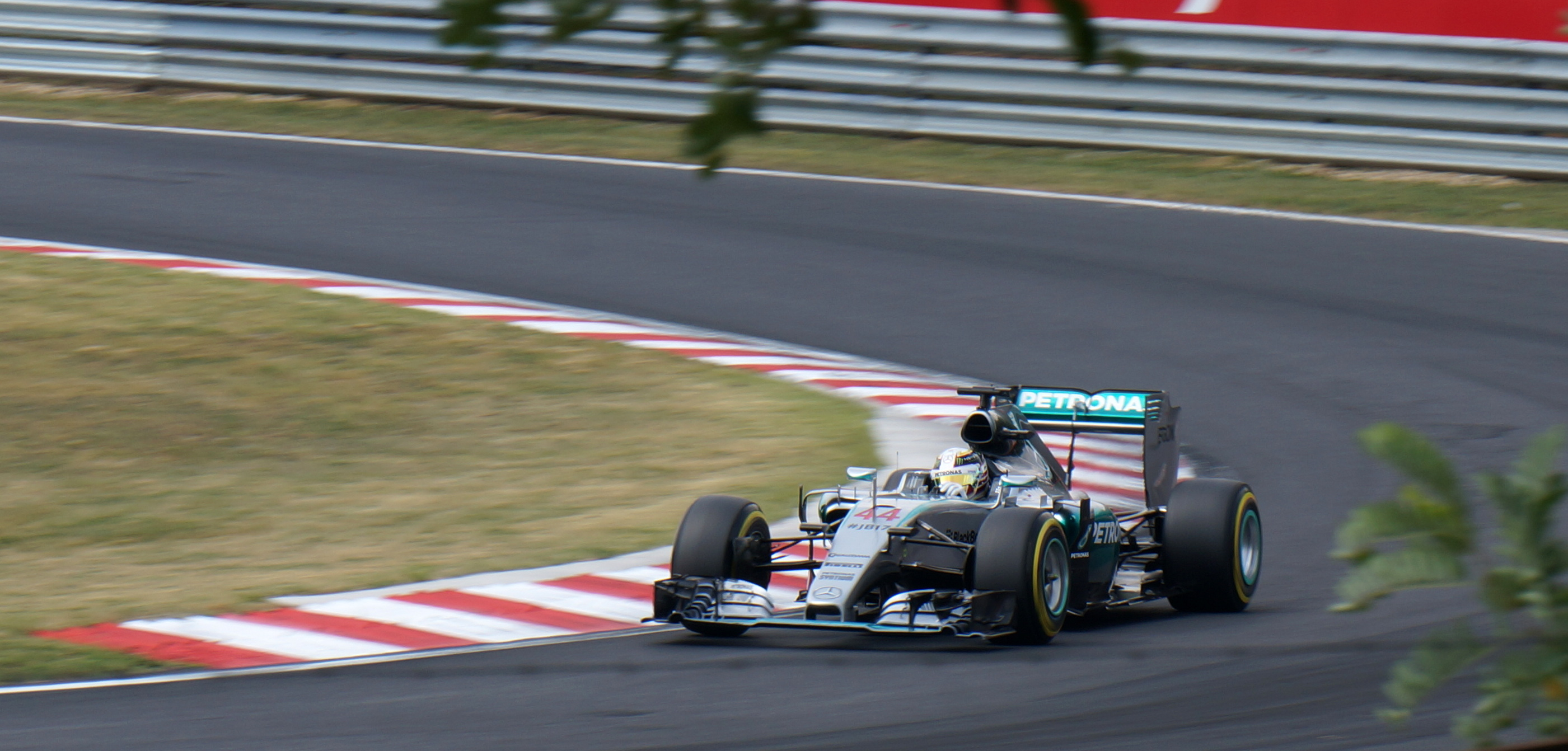
路易斯·漢米爾頓取得他本季的第九座桿位。

排位賽共包含三個部分，各個階段分別長18、15、12分鐘，前兩階段各淘汰五名車手。雖然期望能在排位賽中挺進前10名，但簡森·巴頓在第一階段便已出局，以及薩伯和馬諾的四位車手皆被淘汰。丹尼爾·里卡多是這一階段中，唯一冒險不換上軟胎的車手，並取得第12位的成績。
費爾南多·阿隆索是唯一挺進第二階段的麥拉倫車手，因為他的引擎在維修道口附近熄火使車輛停在賽道上，也讓賽會帶出了紅旗。他試圖將車輛推回車庫，隨後靠著幾位工作人員加入幫忙才回到車庫，不過，依據規則他不被允許再次出場。尼可·羅斯堡在整個排位賽過程中抱怨著他的車輛操控性，但在第二階段仍僅落後其隊友約半秒，暫居第2。最終，帕斯托·馬爾多納多、小卡洛斯·塞恩斯及兩輛印度威力加入了阿隆索的淘汰行列。
前10位車手將在第三階段中爭奪桿位。最終，路易斯·漢米爾頓延續他出色的表現，取得「可能是他職業生涯最具優勢」的一次桿位，主窄了每一次練習賽及排位賽階段。丹尼爾·里卡多完成乾淨俐落的一圈，排在維泰爾及雷克南兩輛法拉利之間。在他們身後，鮑達斯擠掉科維亞特來到第6，另一位威廉斯車手費利佩·馬薩則排上第8。
漢米爾頓對他的表現感到滿意，說道：「我對於這個週末感到極其滿意……我不曾記得我有過像是今天如此令人滿意的表現。」然而，他的隊友羅斯堡哀嘆自己表現不佳。儘管他在去年在桿位爭奪上數度擊敗漢米爾頓，但現在在排位賽卻落後他平均0.262秒，促使他說：「這我無從解釋……我不懂為何會和去年有著如此大的差距。」

### 正賽

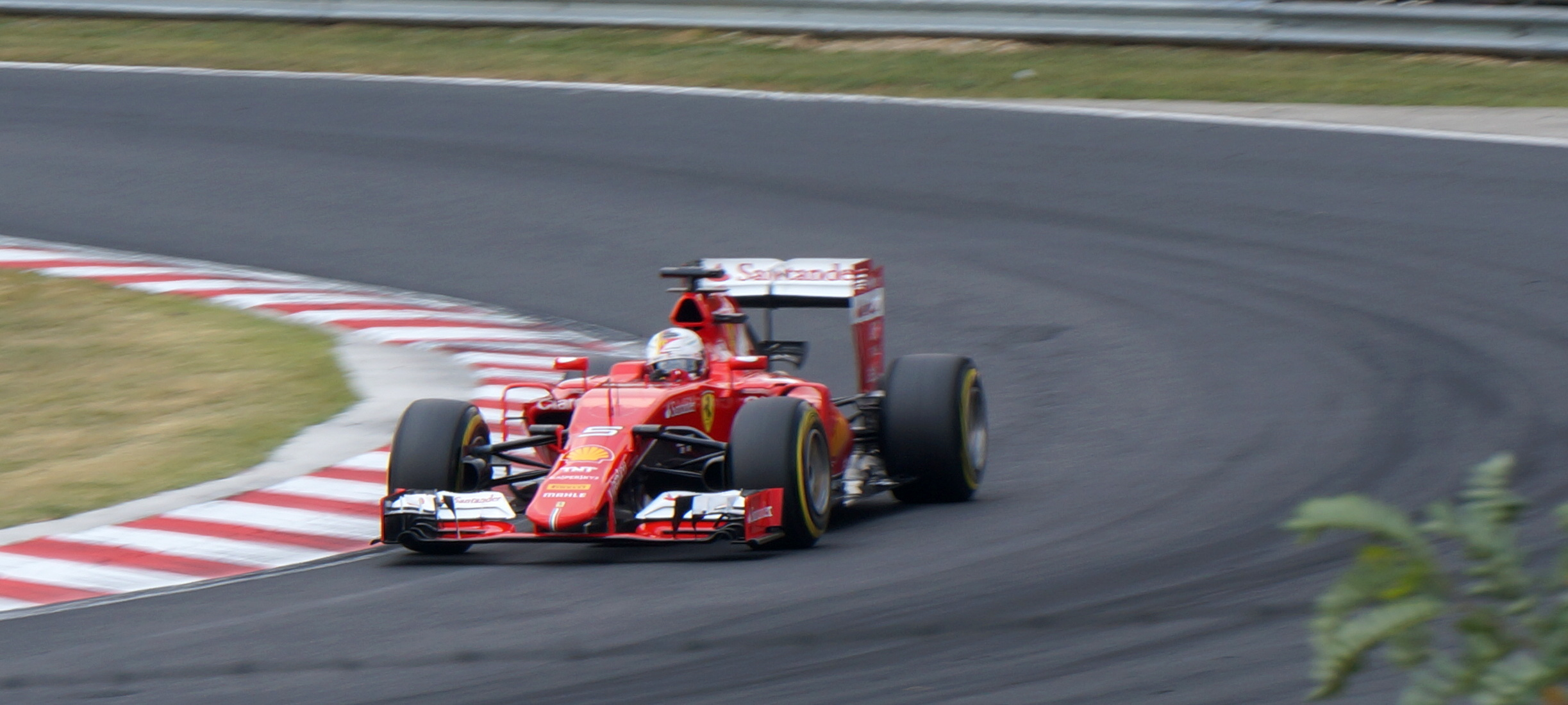
賽巴斯蒂安·維泰爾為法拉利贏得分站冠軍。

暖胎圈後，因為費利佩·馬薩停車時超出格線，造成起跑程序錯誤，並且須重新執行一次暖胎圈。隨後，賽會宣布比賽圈數減少一圈，馬薩也被罰5秒加時。
比賽重新展開，賽巴斯蒂安·維泰爾及奇米·雷克南隨即超掉頭排的兩輛梅賽德斯，從起跑較慢的尼可·羅斯堡和路易斯·漢米爾頓手中取得領先地位。接著，漢米爾頓在6號彎跑出賽道，重返賽道後已掉落至第10名。後方，尼克·胡肯伯格在開場幾個彎後，從第11名挺進六個名次至第5名。另一方面，維爾特利·鮑達斯與丹尼爾·里卡多在起跑後發生擦撞，造成澳洲人名次下滑至第7，芬蘭人則超過胡肯伯格來到第4。在開場幾圈內，馬薩始終能阻擋後方的追兵漢米爾頓，丹尼爾·科維亞特在第8圈時，以第6的名次跑在隊友里卡多之前。第10圈，漢米爾頓超掉馬薩來到第9，而里卡多則從胡肯伯格手中奪下第5名。三圈後，漢米爾頓超越塞吉歐·培瑞茲，上升至第8名。
進站潮在第14圈展開，鮑達斯與里卡多首先進站，馬薩則在下一圈進站換胎並執行他的5秒加時。到了第18圈，羅斯堡仍無法威脅兩輛領先的法拉利。維泰爾寫下新的最快圈速，領先他的隊友2.7秒，而雷克南則以7秒之差領先暫居第3的羅斯堡。隨後，雷克南在第19圈時失去了他鼻翼上的攝影機，但他選擇不更換他的前鼻翼。同一圈，帕斯托·馬爾多納多和培瑞茲在進入1號彎時發生碰撞，造成培瑞茲打滑出場，不過仍然可以繼續比賽。然而，馬爾多納多因為引發這起碰撞，被罰通過維修區一次。
第20圈時，漢米爾頓進站換胎，在他出來時剛好落在鮑達斯前頭。羅斯堡在下一圈進站，選擇換上與隊友不同的中性胎。兩輛法拉利及里卡多在隨後一圈也進站，出來後仍分別領先羅斯堡與漢米爾頓。同時，羅曼·格羅斯讓因為在維修站的不安全釋放，成為第二位受罰的蓮花車手。此時，第5名的漢米爾頓依然落在用上中性胎的里卡多之後，最終在第29圈超越他。到了第33圈，維泰爾以7秒之差領先隊友雷克南，而羅斯堡又差距後者20秒。另一方面，漢米爾頓開始追擊前方的隊友，到第36圈時已追進到8秒之差。

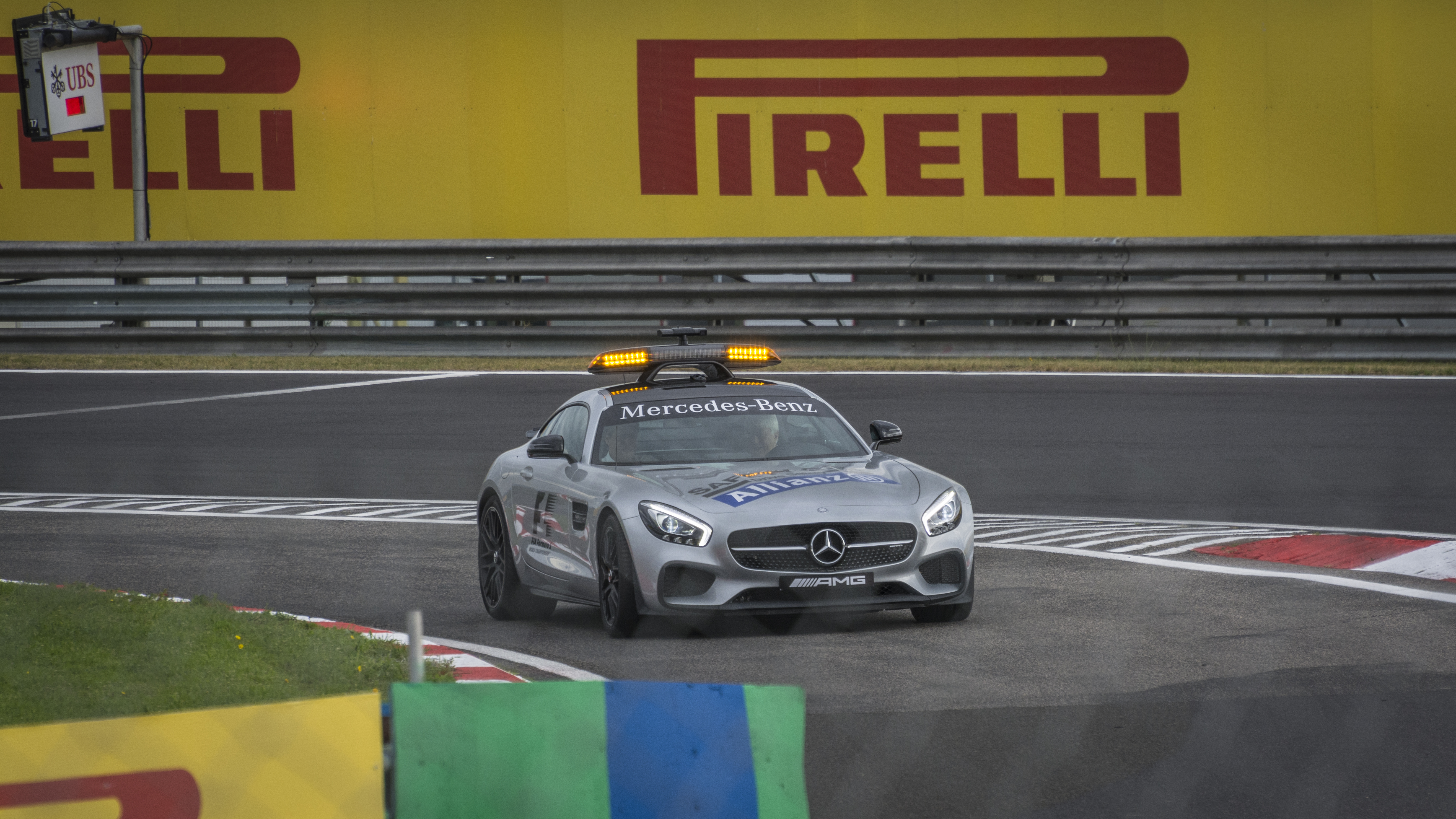
安全車在第49圈結束前返回維修站。

到了第42圈，雷克南的引擎開始出現問題，在賽後證實是他的動能電子單元故障。這導致他的車輛失去動力，也讓被套圈的費爾南多·阿隆索重新超越他，羅斯堡也追進到他的後方。一圈後，胡肯伯格的前鼻翼毫無顯著原因地掉落，造成他在1號彎撞上輪胎護欄。賽後，車隊認為是路緣石造成這起事件的。這起意外在賽道上留下許多殘骸，賽會隨即部署虛擬安全車，梅賽德斯立馬讓兩位車手進站，兩輛法拉利也在同一圈晚些後進站換胎。接著，安全車出動，帶領車輛從維修道通過，讓工作人員得以清理胡肯伯格的前翼在大直道上留下的碎片。安全車帶領全場直到第49圈時回到維修站。
比賽再度展開，漢米爾頓馬上受到後方里卡多發出的攻勢，隨後兩輛車在1號彎發生碰撞造成損傷，漢米爾頓則將位子拱手讓給了里卡多。之後，漢米爾頓收到一次通過維修區處罰。另一方面，羅斯堡輕鬆地從陷入困境的雷克南手中奪走第2名，後者不久後又被里卡多超越。來到後方，馬克斯·維斯塔潘跑上到鮑達斯之後，導致芬蘭人失手將第7名讓給了維斯塔潘。接著，羅斯堡開始在圈速上領先前方的維泰爾，他在倒數18圈時落後維泰爾1.2秒。雷克南在第53圈進站重新設定他的引擎，之後在第57圈被迫退賽。小卡洛斯·塞恩斯在三圈後也因為油壓問題而退賽。馬爾多納多因為於維修道超速及安全車部署下超車，在接下來幾圈內又再收到兩次罰則。維斯塔潘也因為在安全車部署情況下超速，受罰通過維修區一次。
第63圈時，前三位車手仍在爭奪著分站冠軍。維泰爾領先同胞羅斯堡0.8秒，後方的里卡多則再落後0.7秒。另一方面，漢米爾頓持續追擊，超過马库斯·埃里克松及簡森·巴頓來到第8。當里卡多隔圈嘗試超越羅斯堡時，兩輛車發生碰撞，撞斷了紅牛的前鼻翼並讓羅斯堡的左後輪爆胎。這起事故迫使雙方進站，里卡多出來後來到第3，羅斯堡則落到了漢米爾頓之後。儘管科維亞特因為駛離賽道受罰10秒加時，但俄羅斯人仍保住第2名的成績，達成了他的生涯首次一級方程式賽車頒獎台完賽。漢米爾頓在第67圈超過格羅斯讓來到第6，並嘗試追進前方的阿隆索，但最終未能成功，西班牙人也寫下了麥拉倫本季至今的最佳完賽成績。
維泰爾藉由贏得他的首座匈牙利大獎賽冠軍，以41座分站冠軍數追平艾爾頓·冼拿第3名的一級方程式賽車勝場紀錄。這也是梅賽德斯車隊自2013年巴西大獎賽以來首度未能站上頒獎台。

### 賽後
賽巴斯蒂安·維泰爾將他的勝利獻給儒勒·比安奇，並在他回到車庫的路上透過車隊無線電說：「謝謝儒勒，你將永遠活在我們的心中，我們也知道你遲早會成為這支車隊的一份子！」在德國電視節目主持人凱·埃貝爾（Kai Ebel） 主持的頒獎台訪談中，維泰爾接著說：「不可思議的一天，但這場勝利是屬於儒勒的。我們都知道這是非常艱困的一週，我也認為這對我們大家來說非常、非常地難熬，所以這座獎盃是獻給他的……」丹尼爾·科維亞特也說道車隊在經過「非常艱苦的一年」後，登上頒獎台當之無愧。丹尼爾·里卡多形容這是「一場瘋狂的比賽」，但又表示「這正是儒勒本來就想要有的」。
媒體對這場比賽的看法相當正面，《衛報》稱這是「令人心跳停止的一場比賽」，英國廣播公司則說這是一場「經典」的賽事。路易斯·漢米爾頓提到他的表現相當糟糕，更接著說：「我不清楚是不是我不夠專注。我一直努力到最後，但總是會有許多的障礙等著我。這就像是有兩條路讓我選擇，而我總會選到錯的那條。」費爾南多·阿隆索以「難以置信」來為他的第五名完賽喝采，但他強調這個成績是「一份禮物」，並說道「當前的我們並沒有超強的競爭力」。
幾位車手的超級駕照在這場比賽後被扣積分，包括了首次扣除2分的漢米爾頓，他因為在安全車結束後與里卡多發生碰撞被罰扣駕照積分。羅曼·格羅斯讓因為不安全釋放被扣2分，本季的扣分已經累積到6分。他的隊友帕斯托·馬爾多納多因為與塞吉歐·培瑞茲發生碰撞，同樣也須受罰2分，讓他在這兩個月間已經累積到6分的罰分。另外，尼可·羅斯堡與里卡多間發生的事故，賽會最終決定不對雙方採取任何行動。賽會對馬克斯·維斯塔潘及維爾特利·鮑達斯間引起的事故也做出同樣的判決，稱荷蘭人「採取了合理的動作來避免碰撞」。然而，維斯塔潘卻因為在安全車部署期間超速被扣了3分，使他本季已經累積到了5分罰分。

## 賽事結果

### 排位賽成績
| 名次               | 車號 | 車手              | 車隊              | 第一階段 | 第二階段 | 第三階段 | 發車位 |
| ------------------ | ---- | ----------------- | ----------------- | -------- | -------- | -------- | ------ |
| 1                  | 44   | 路易斯·漢米爾頓   | 梅賽德斯          | 1:22.890 | 1:22.285 | 1:22.020 | 01     |
| 02                 | 6    | 尼可·羅斯堡       | 梅賽德斯          | 1:22.979 | 1:22.775 | 1:22.595 | 02     |
| 03                 | 5    | 賽巴斯蒂安·維泰爾 | 法拉利            | 1:23.312 | 1:23.168 | 1:22.739 | 03     |
| 04                 | 3    | 丹尼爾·里卡多     | 紅牛-雷諾         | 1:24.408 | 1:23.230 | 1:23.018 | 04     |
| 05                 | 7    | 奇米·雷克南       | 法拉利            | 1:23.596 | 1:23.460 | 1:23.020 | 05     |
| 06                 | 77   | 維爾特利·鮑達斯   | 威廉斯-梅賽德斯   | 1:23.649 | 1:23.555 | 1:23.222 | 06     |
| 07                 | 26   | 丹尼爾·科維亞特   | 紅牛-雷諾         | 1:23.587 | 1:23.597 | 1:23.520 | 07     |
| 08                 | 19   | 費利佩·馬薩       | 威廉斯-梅賽德斯   | 1:23.895 | 1:23.598 | 1:23.819 | 08     |
| 09                 | 33   | 馬克斯·維斯塔潘   | 紅牛二隊-雷諾     | 1:24.032 | 1:23.781 | 1:23.679 | 09     |
| 10                 | 8    | 羅曼·格羅斯讓     | 蓮花-梅賽德斯     | 1:24.242 | 1:23.805 | 1:24.181 | 10     |
| 11                 | 27   | 尼克·胡肯伯格     | 印度威力-梅賽德斯 | 1:24.115 | 1:23.826 |          | 11     |
| 12                 | 55   | 小卡洛斯·塞恩斯   | 紅牛二隊-雷諾     | 1:24.623 | 1:23.869 |          | 12     |
| 13                 | 11   | 塞吉歐·培瑞茲     | 印度威力-梅賽德斯 | 1:24.444 | 1:24.461 |          | 13     |
| 14                 | 13   | 帕斯托·馬爾多納多 | 蓮花-梅賽德斯     | 1:23.895 | 1:24.609 |          | 14     |
| 15                 | 14   | 費爾南多·阿隆索   | 麥拉倫-本田       | 1:24.563 | 未作時間 |          | 15     |
| 16                 | 22   | 簡森·巴頓         | 麥拉倫-本田       | 1:24.739 |          |          | 16     |
| 17                 | 9    | 马库斯·埃里克松   | 薩伯-法拉利       | 1:24.843 |          |          | 17     |
| 18                 | 12   | 費利佩·納斯爾     | 薩伯-法拉利       | 1:24.997 |          |          | 18     |
| 19                 | 98   | 羅伯托·梅里       | 瑪魯西亞-法拉利   | 1:27.416 |          |          | 19     |
| 20                 | 28   | 威爾·史蒂文斯     | 瑪魯西亞-法拉利   | 1:27.949 |          |          | 20     |
| 107%時間：1:28.692 |      |                   |                   |          |          |          |        |
| 來源：             |      |                   |                   |          |          |          |        |

### 正賽成績
| 名次   | 車號 | 車手              | 車隊              | 圈數 | 時間/退賽   | 發車位 | 積分 |
| ------ | ---- | ----------------- | ----------------- | ---- | ----------- | ------ | ---- |
| 1      | 5    | 賽巴斯蒂安·維泰爾 | 法拉利            | 69   | 1:46:09.985 | 3      | 25   |
| 2      | 26   | 丹尼爾·科維亞特   | 紅牛-雷諾         | 69   | +15.7482    | 7      | 18   |
| 3      | 3    | 丹尼爾·里卡多     | 紅牛-雷諾         | 69   | +25.084     | 4      | 15   |
| 4      | 33   | 馬克斯·維斯塔潘   | 紅牛二隊-雷諾     | 69   | +44.251     | 9      | 12   |
| 5      | 14   | 費爾南多·阿隆索   | 麥拉倫-本田       | 69   | +49.079     | 15     | 10   |
| 6      | 44   | 路易斯·漢米爾頓   | 梅賽德斯          | 69   | +52.025     | 1      | 8    |
| 7      | 8    | 羅曼·格羅斯讓     | 蓮花-梅賽德斯     | 69   | +58.578     | 10     | 6    |
| 8      | 6    | 尼可·羅斯堡       | 梅賽德斯          | 69   | +58.876     | 2      | 4    |
| 9      | 22   | 簡森·巴頓         | 麥拉倫-本田       | 69   | +67.028     | 16     | 2    |
| 10     | 9    | 马库斯·埃里克松   | 薩伯-法拉利       | 69   | +69.130     | 17     | 1    |
| 11     | 12   | 費利佩·納斯爾     | 薩伯-法拉利       | 69   | +73.458     | 18     |      |
| 12     | 19   | 費利佩·馬薩       | 威廉斯-梅賽德斯   | 69   | +74.278     | 8      |      |
| 13     | 77   | 維爾特利·鮑達斯   | 威廉斯-梅賽德斯   | 69   | +80.228     | 6      |      |
| 14     | 13   | 帕斯托·馬爾多納多 | 蓮花-梅賽德斯     | 69   | +85.142     | 14     |      |
| 15     | 98   | 羅伯托·梅里       | 瑪魯西亞-法拉利   | 67   | +2圈        | 19     |      |
| 161    | 28   | 威爾·史蒂文斯     | 瑪魯西亞-法拉利   | 66   | 懸掛        | 20     |      |
| Ret    | 55   | 小卡洛斯·塞恩斯   | 紅牛二隊-雷諾     | 60   | 油壓        | 12     |      |
| Ret    | 7    | 奇米·雷克南       | 法拉利            | 57   | 動力單元    | 5      |      |
| Ret    | 11   | 塞吉歐·培瑞茲     | 印度威力-梅賽德斯 | 54   | 剎車        | 13     |      |
| Ret    | 27   | 尼克·胡肯伯格     | 印度威力-梅賽德斯 | 41   | 碰撞        | 11     |      |
| 來源： |      |                   |                   |      |             |        |      |

註記：
- ^1 －威爾·史蒂文斯因為完成了90%以上的賽程，所以具有最終比賽名次。[42]
- ^2 －丹尼爾·科維亞特因跑出賽道而須加時10秒。[43]

### 賽後排名
|  | 名次 | 車手              | 積分 |
|  | ---- | ----------------- | ---- |
|  | 1    | 路易斯·漢米爾頓   | 202  |
|  | 2    | 尼可·羅斯堡       | 181  |
|  | 3    | 賽巴斯蒂安·維泰爾 | 160  |
|  | 4    | 維爾特利·鮑達斯   | 77   |
|  | 5    | 奇米·雷克南       | 76   |

|  | 名次 | 車隊              | 積分 |
|  | ---- | ----------------- | ---- |
|  | 1    | 梅賽德斯          | 383  |
|  | 2    | 法拉利            | 236  |
|  | 3    | 威廉斯-梅賽德斯   | 151  |
|  | 4    | 紅牛-雷諾         | 96   |
|  | 5    | 印度威力-梅賽德斯 | 39   |

- 註記：僅列出前五名。

## 外部連結
- 一級方程式賽車官方網站上的2015年匈牙利大獎賽（页面存档备份，存于）
- 匈牙利一級方程式賽車大獎賽官方售票機構（页面存档备份，存于）

| 上一場： 2015年英國大獎賽   | 2015年世界一级方程式锦标赛 | 下一場： 2015年比利時大獎賽 |
| 上一屆： 2014年匈牙利大獎賽 | 匈牙利大獎賽               | 下一屆： 2016年匈牙利大獎賽 |